# Gauntletserien
Gauntletserien är en serie hack 'n slash, dungeon crawl-spel som släppts sedan 1985 och framåt.

## Spel

### Huvudserien
| Titel                         | Släppår |
| ----------------------------- | ------- |
| Gauntlet                      | 1985    |
| Gauntlet II                   | 1986    |
| Gauntlet                      | 1987    |
| Gauntlet: The Third Encounter | 1990    |
| Gauntlet III: The Final Quest | 1991    |
| Gauntlet Legends              | 1998    |
| Gauntlet Dark Legacy          | 2000    |
| Gauntlet: Seven Sorrows       | 2005    |
| Gauntlet                      | 2014    |

### Ej utgivna titlar
| Titel    | Släppår |
| -------- | ------- |
| Gauntlet | ?       |

### Fotnoter
1. ↑  ”Gauntlet series” (på engelska). Mobygames. http://www.mobygames.com/game-group/gauntlet-series. Läst 9 maj 2015.